# Jacob Israël de Haanstraat
De Jacob Israël de Haanstraat is een straatje dan wel steeg in Amsterdam-Zuid, Nieuwe Pijp.

## Geschiedenis en ligging
De straat kreeg haar naam per raadsbesluit van het Stadsdeel De Pijp op 21 oktober 1991. De straat werd vernoemd naar schrijver Jacob Israël de Haan, schrijver van Pijpelijntjes dat hier in de buurt afspeelt. De straat ligt in de Willibrordusbuurt, de buurt rondom de in 1970/1971 gesloopte Sint-Willibrorduskerk buiten de Veste. De straatnamen hebben hier geen centraal thema.
De straat bestaat uit een ouder en nieuwer gedeelte. Het noordelijke deel stamt uit de periode dat deze buurt werd ingericht en ligt tussen de Van Ostadestraat en Kuipersstraat; het had tot de nieuwe naam de straatnaam Van Ostadestraat. Het zuidelijke deel tussen Kuipersstraat en Rustenburgerstraat stamt uit de periode rondom 1991 toen een grootscheepse sanering binnen De Pijp ook dit buurtje raakte. Originele bebouwing ging hier tegen de vlakte en er kwamen twee poortgebouwen. Het straatje is op de kruising met de Kuipersstraat na voetgangersgebied. 
Het idee voor de straatnaam en een van haar kunstwerken kwam van toneelregisseur Henk Reijn, die verbonden was aan de Toneelgroep Europa in De Pijp en in 1990 verantwoordelijk voor uitvoeringen van een toneelbewerking van Pijpelijntjes; de straat werd op 28 augustus 1992 geopend met de onthulling van een kunstwerk. Voor Henk Reijn is een plaquette geplaatst.

## Gebouwen
Huisnummers lopen op van 1 tot en met 56, doch de straat kent alleen de oneven nummers 1 en 3. Deze liggen wagenwijd uit elkaar; huisnnumer 1 aan de Van Ostadestraat, huisnummer 3 aan de Rustenburgerstraat. De even huisnummers zijn verdeeld over drie complexen uit 1985-1991.

## Kunst
Hoe kort en klein het straatje ook is, er zijn drie uitingen van kunst in de openbare ruimte te vinden:
- bij de nieuwbouw werden monochrome tegeltableaus in de buitenwanden aangebracht;
- voor de scheiding straat en binnentuinen ontwierp kunstenares Anneke van Breest Smallenburg een soort monument; de uiteinden van de pijlers van hekwerken zijn verzorgd in pen-lansen (kruising tussen een lans en kroontjespen staande voor de schriftelijke strijd die De Haan voerde voor homoseksualtiteit,
- drie driehoeken boven de straat lijken te functioneren als stutten; op de achtergrond is een roze wand te zien; maker en datering onbekend.

## Afbeelding

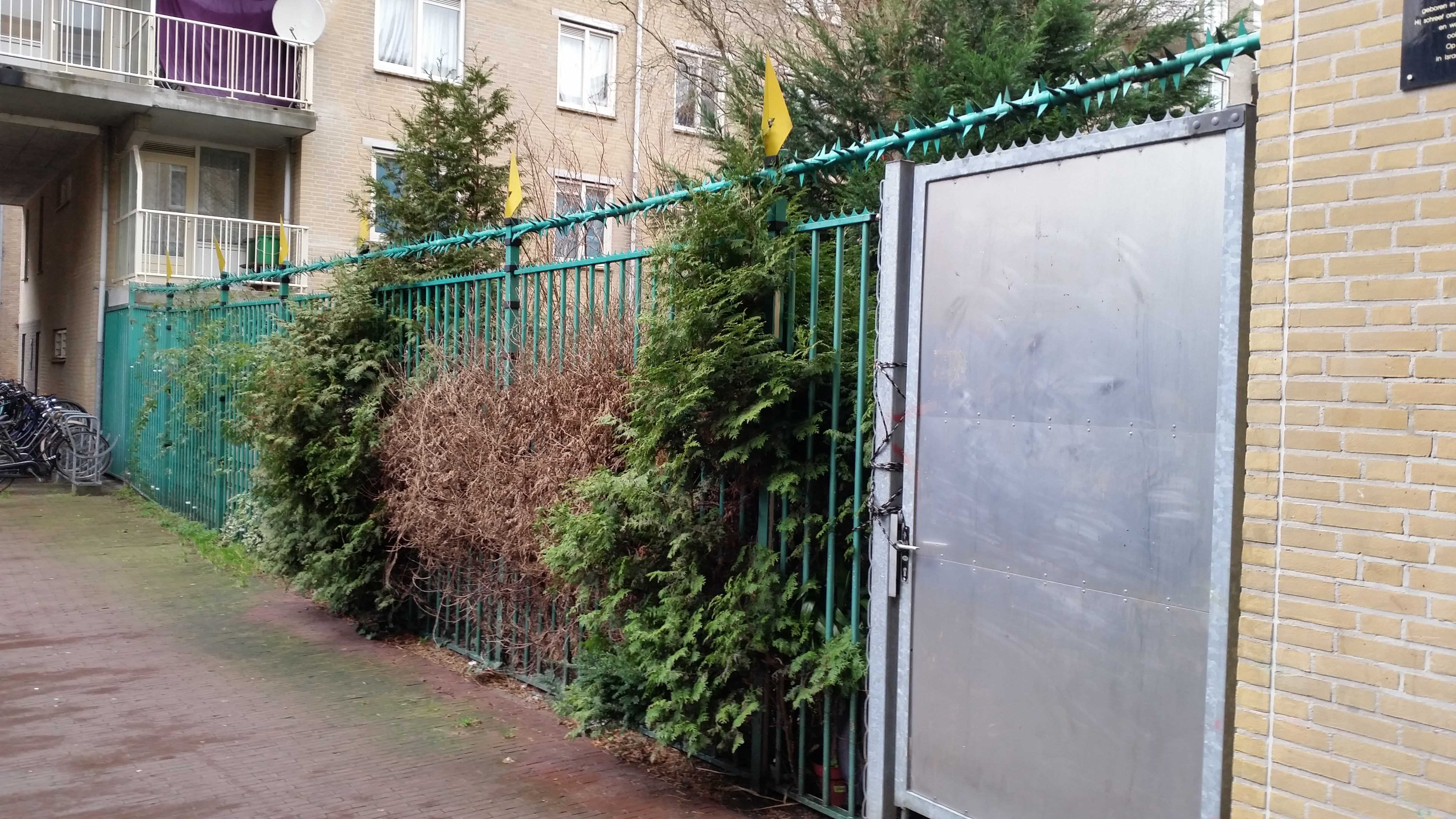
Hekwerk met kroontjespennen (februari 2020)
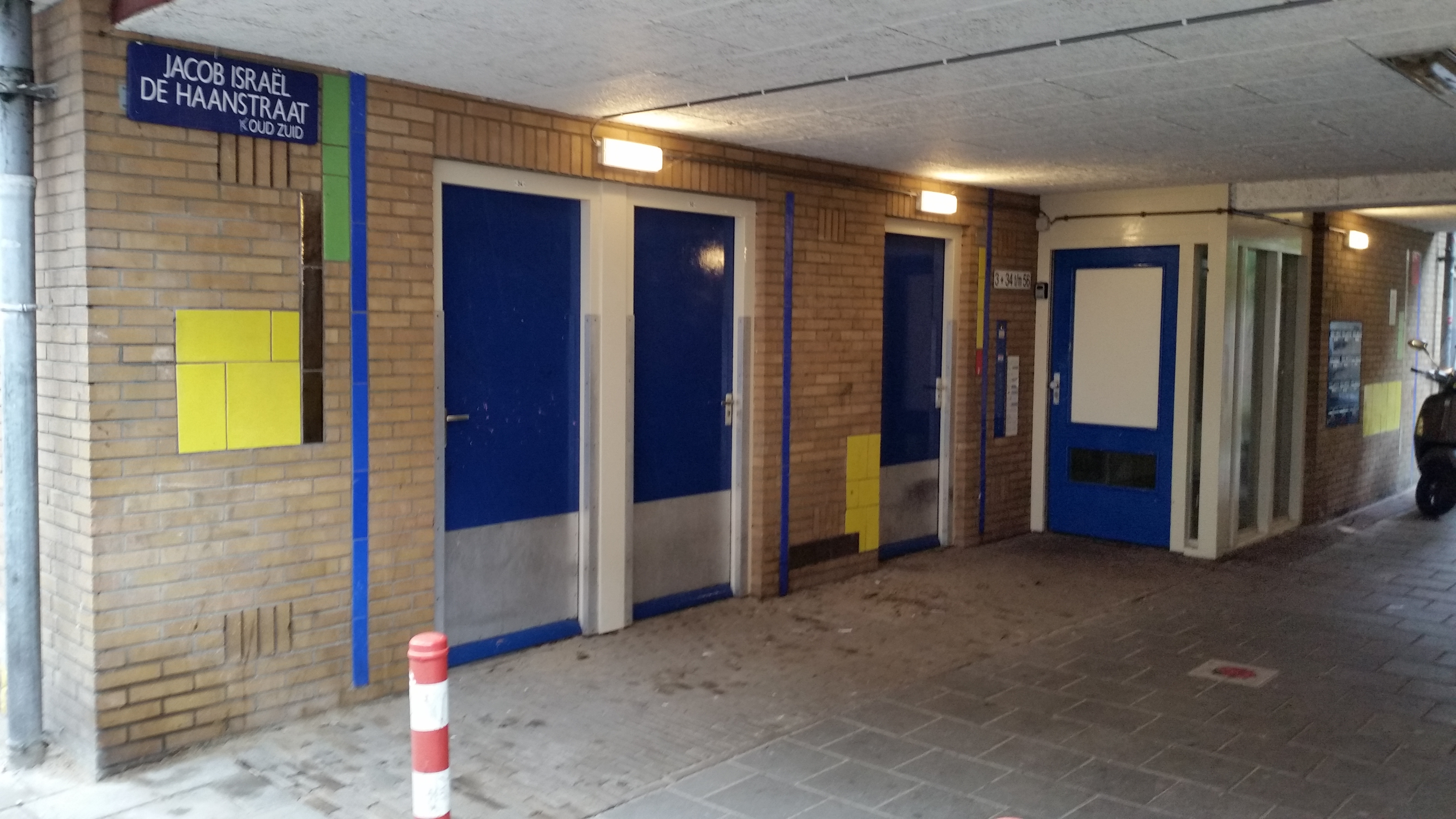
Straatnaambord met drie tegeltableaus aan de wand en een stoeptegeltje tegen zinloos geweld (februari 2020)
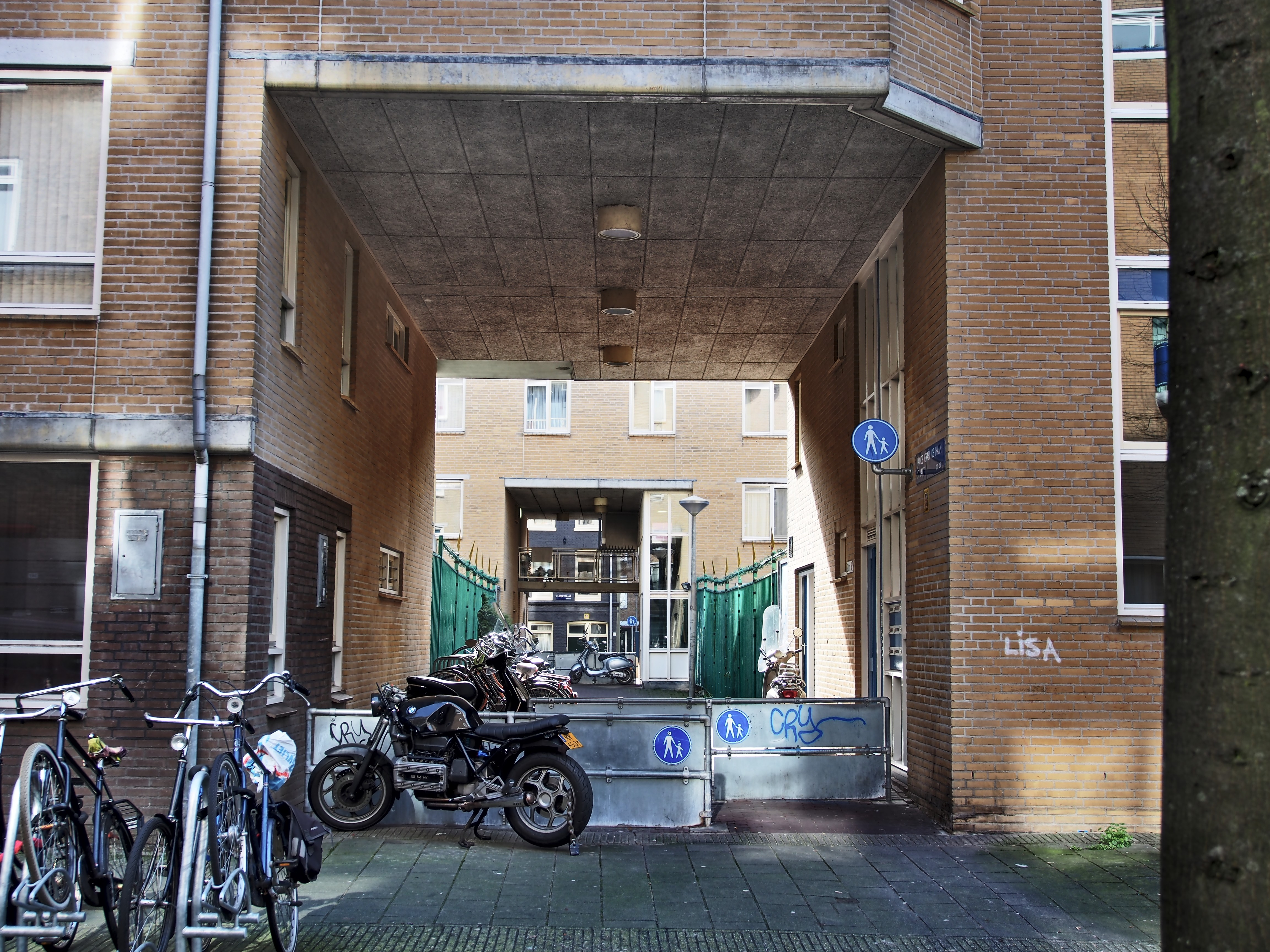
Twee van de drie poortgebouwen (februari 2020)
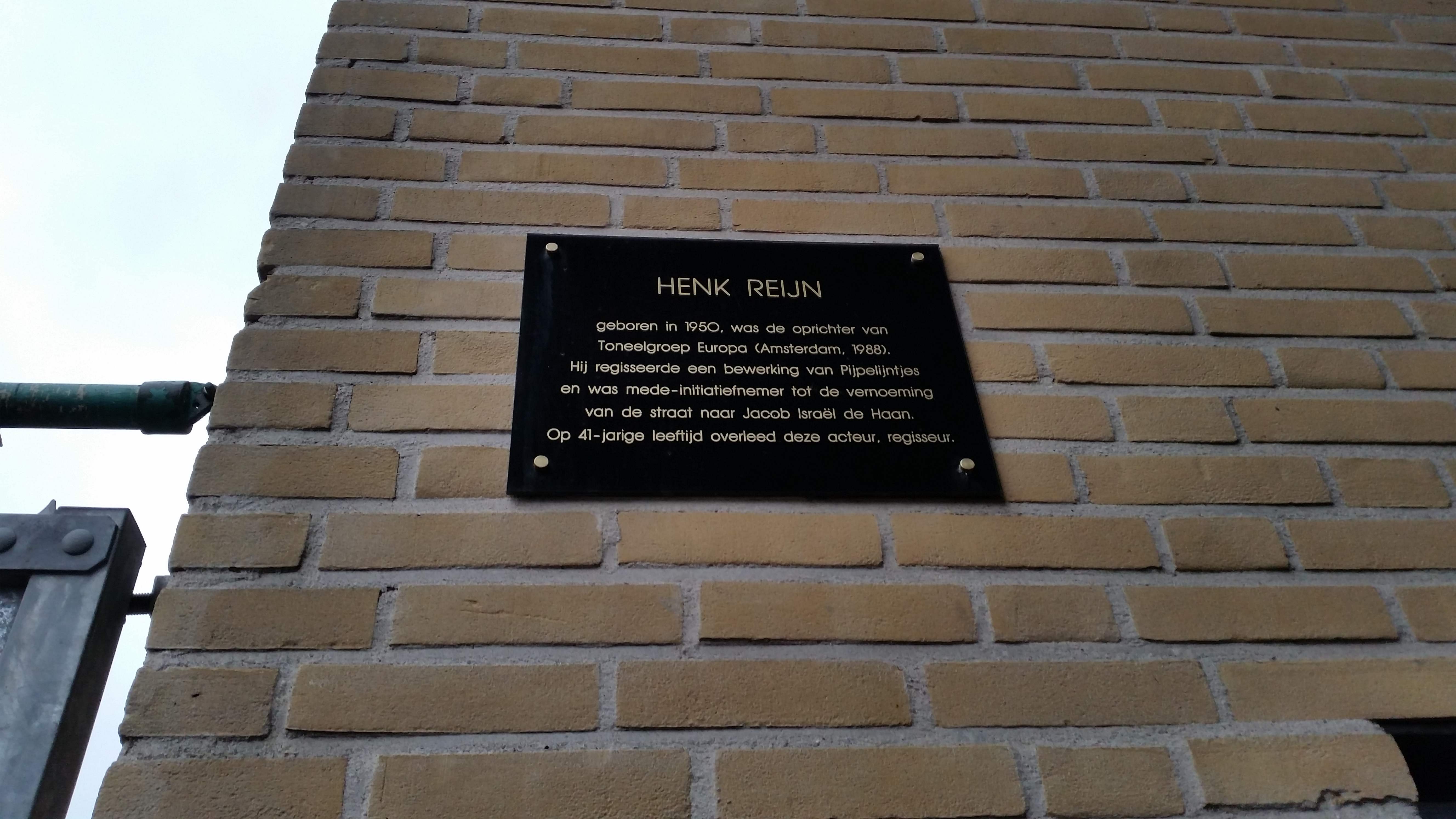
Plaquette Henk Reijn (februari 2020)